# Szemenye
Szemenye (vyslovováno [semeně], dříve též Farkasszentgyörgy) je vesnice v Maďarsku v župě Vas, spadající pod okres Vasvár. Nachází se asi 8 km severovýchodně od Vasváru. V roce 2015 zde žilo 320 obyvatel. Dle údajů z roku 2011 tvoří 95,6 % obyvatelstva Maďaři, 0,7 % Němci a 0,3 % Romové, přičemž 3,7 % obyvatel se k národnosti nevyjádřilo.
Vesnice leží na silnicích 8 a 8438. Sousedními vesnicemi jsou Csipkerek, Egervölgy, Hosszúpereszteg a Kám.